# Eames House
 (janvier 2022).
La mise en forme du texte ne suit pas les recommandations de Wikipédia : il faut le « wikifier ».
Les points d'amélioration suivants sont les cas les plus fréquents :
- Les titres sont pré-formatés par le logiciel. Ils ne sont ni en capitales, ni en gras.
- Le texte ne doit pas être écrit en capitales (les noms de famille non plus), ni en gras, ni en italique, ni en « petit »…
- Le gras n'est utilisé que pour surligner le titre de l'article dans l'introduction, une seule fois.
- L'italique est rarement utilisé : mots en langue étrangère, titres d'œuvres, noms de bateaux, etc.
- Les citations ne sont pas en italique mais en corps de texte normal. Elles sont entourées par des guillemets français : « et ».
- Les listes à puces sont à éviter, des paragraphes rédigés étant largement préférés. Les tableaux sont à réserver à la présentation de données structurées (résultats, etc.).
- Les appels de note de bas de page (petits chiffres en exposant, introduits par l'outil «  Source ») sont à placer entre la fin de phrase et le point final[comme ça].
- Les liens internes (vers d'autres articles de Wikipédia) sont à choisir avec parcimonie. Créez des liens vers des articles approfondissant le sujet. Les termes génériques sans rapport avec le sujet sont à éviter, ainsi que les répétitions de liens vers un même terme.
- Les liens externes sont à placer uniquement dans une section « Liens externes », à la fin de l'article. Ces liens sont à choisir avec parcimonie suivant les règles définies. Si un lien sert de source à l'article, son insertion dans le texte est à faire par les notes de bas de page.
- La présentation des références doit suivre les conventions bibliographiques. Il est recommandé d'utiliser les modèles {{Ouvrage}}, {{Chapitre}}, {{Article}}, {{Lien web}} et/ou {{Bibliographie}}. Le mode d'édition visuel peut mettre en forme automatiquement les références.
- Insérer une infobox (cadre d'informations à droite) n'est pas obligatoire pour parachever la mise en page.

Pour une aide détaillée, merci de consulter Aide:Wikification.
Si vous pensez que ces points ont été résolus, vous pouvez retirer ce bandeau et améliorer la mise en forme d'un autre article.
La Eames House (également connue sous le nom de Case Study House No. 8) est un point de repère de l'architecture moderne du milieu du XXe siècle, située au 203 North Chautauqua Boulevard dans le quartier de Pacific Palisades à Los Angeles. Elle a été construite en 1949 par les époux Charles Eames et Ray Eames, pionniers du design, pour leur servir de maison et de studio. La maison est également connue sous le nom de Case Study House No. 8 parce qu'elle a été commandée par le magazine Arts & Architecture dans le cadre d'un programme mettant les architectes au défi de concevoir des maisons progressistes, mais modestes, dans le sud de la Californie. Charles et Ray ont emménagé dans la maison la veille de Noël 1949 et ne l'ont jamais quittée (Charles est mort en août 1978 et Ray en août 1988). 
La fille de Charles, Lucia Eames, a hérité de la maison et a créé l'organisation à but non lucratif, la Fondation Eames, en 2004. Depuis, c'est devenu une maison-musée entretenue par la Eames Foundation, elle a été classée monument historique national en 2006 et sert de lieu de pèlerinage à près de 20 000 visiteurs par an (réservation obligatoire).

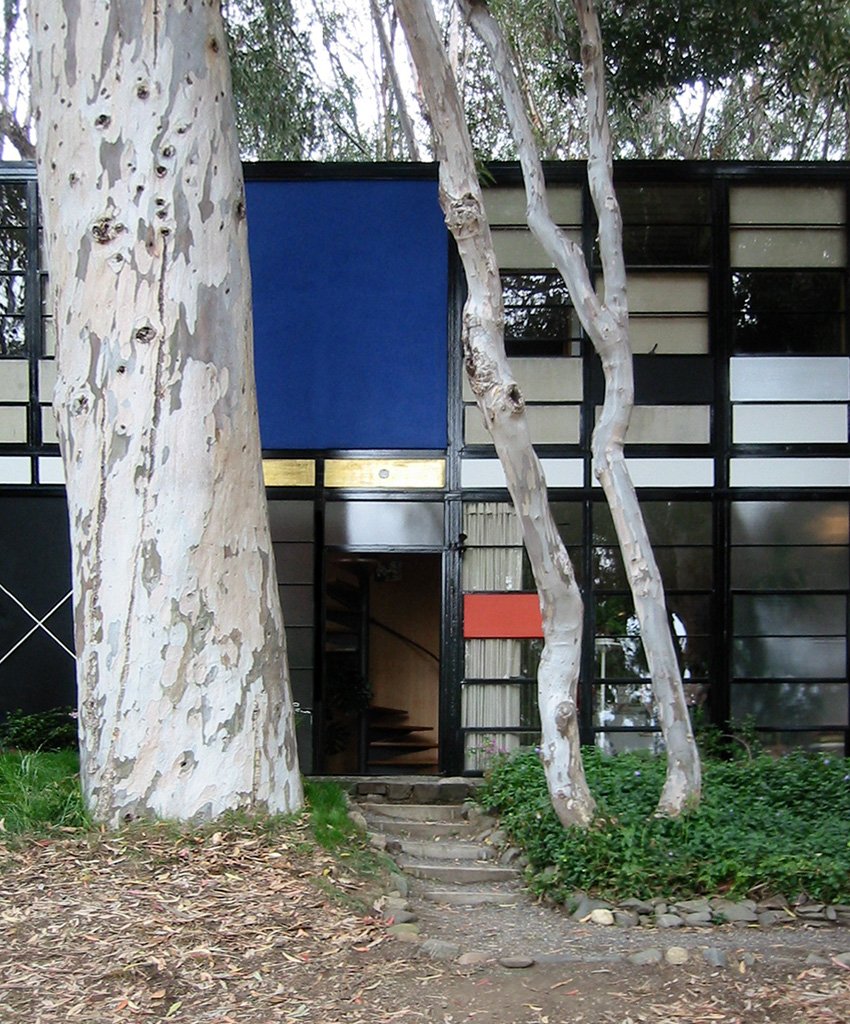
Entrée de The Eames House

## Design et histoire
Au début des années 1940, John Entenza, propriétaire du magazine Arts & Architecture et fondateur du programme d'études de cas, a acheté un terrain de 5 acres sur une falaise boisée qui faisait autrefois partie du grand domaine de Will Rogers. Il a vendu 1,4 acre de ce terrain à Charles et Ray en 1945. 
La conception de leur maison a été esquissée pour la première fois par Charles Eames avec son collègue architecte Eero Saarinen en 1945. Il s'agit d'une boîte en acier et en verre surélevée qui dépasse de la pente et enjambe l'allée d'entrée avant de s'élever en porte-à-faux de façon spectaculaire au-dessus de la cour avant. La structure devait être entièrement construite à partir de pièces "prêtes à l'emploi" disponibles dans les catalogues des fabricants d'acier. Cependant, immédiatement après la guerre, ces pièces étaient très rares.
Lorsque les matériaux sont arrivés trois ans plus tard, on avait passé beaucoup de temps avant la construction à pique-niquer et à explorer le terrain sur lequel la maison serait construite. Après une période d'intense collaboration entre Charles et Ray, le projet a été radicalement modifié pour s'asseoir plus tranquillement dans le terrain et éviter d'empiéter sur l'agréable prairie qui bordait la maison. Bien qu'Eero Saarinen n'ait pas contribué à la construction de la maison Eames, il a co-conçu la maison Entenza (Case Study House #9) avec Charles Eames, à côté, pour John Entenza.

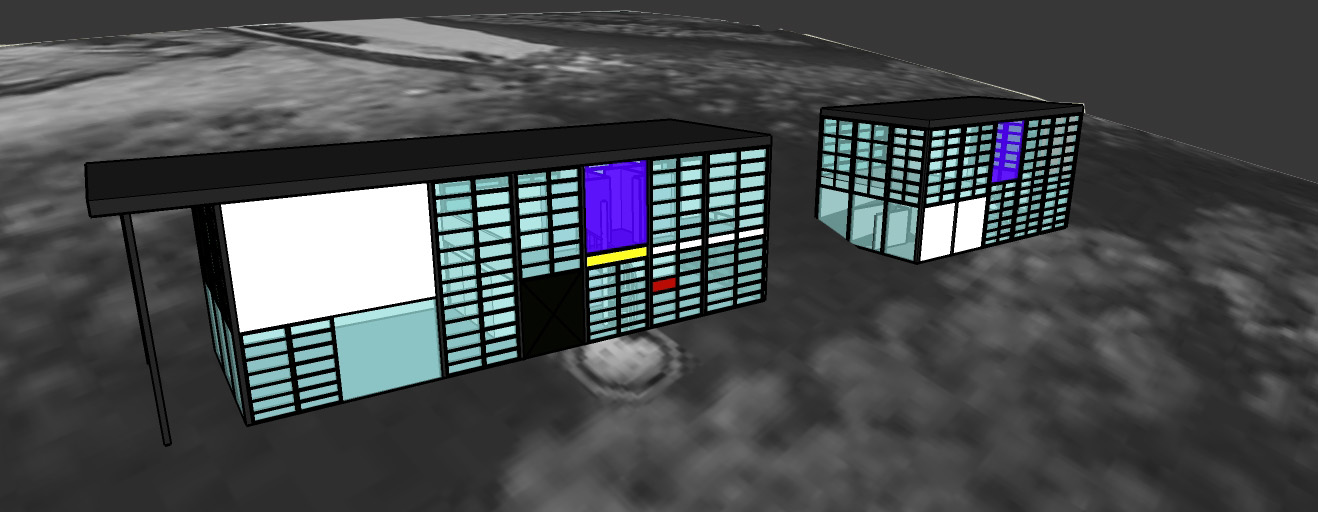
Rendu de la maison

La nouvelle conception de la maison Eames comprenait un bâtiment de résidence et un bâtiment d'atelier encastré dans la pente du paysage, avec un mur de soutènement en béton de 2,4 m de haut sur 60 m de long. Le niveau inférieur de la résidence comprend une salle de séjour avec alcôve, un hall avec placards et escalier en colimaçon, une cuisine et un espace utilitaire. Le niveau supérieur contient deux chambres à coucher et donne sur le salon à double hauteur en mezzanine. Le deuxième étage de la résidence comprend également deux salles de bains, plusieurs couloirs avec des placards en aluminium et un puits de lumière intégré. Le bâtiment des studios possède une mezzanine similaire, mais est beaucoup plus court. Le rez-de-chaussée du studio comprend un évier de service, une salle de bains, une chambre noire pour le traitement des photographies et un grand espace ouvert à double hauteur. L'étage supérieur est principalement utilisé comme entrepôt, mais devient parfois le quartier des invités. Une cour a également été introduite, séparant la résidence de l'espace du studio. Ce projet révisé ne nécessitait qu'une poutre supplémentaire. La façade de 17 pieds (5,1 m) de haut est décomposée en une composition géométrique rigide de panneaux cemesto de couleur vive et de couleur neutre entre de fines colonnes et contreventements en acier, peints "d'un gris chaud". Au fil du temps, les schémas de peinture ont permis au gris de devenir noir. La porte d'entrée est marquée par un panneau à feuilles d'or au-dessus. Plantée dans les années 1880 par l'abbé Kinney, une rangée existante d'eucalyptus a été préservée le long du mur exposé de la maison, offrant un peu d'ombre et un contraste visuel avec la façade audacieuse de la maison.

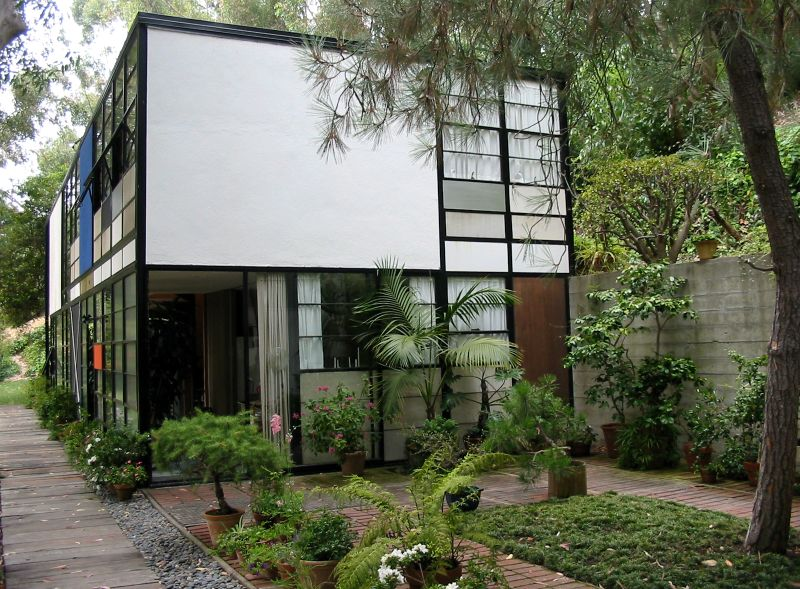
Vue de la maison depuis le studio

Quant à la décoration intérieure, la collection des Eames comprend, entre autres : un lampadaire Isamu Noguchi, de l'art populaire et expressionniste abstrait, des poupées kokeshi japonaises, des oreillers laqués chinois, des paniers amérindiens, des chaises Thonet et de nombreux meubles Eames (dont certains n'ont jamais dépassé le stade de prototype). Les intérieurs maximalistes ont été regroupés par les Eames en tableaux idiosyncrasiques et la décoration intérieure de la maison a suscité une conversation sur l'"humanisation" du modernisme par les Eameses.
En 1955, le couple Eames filme un court-métrage House: After Five Years of Living, dans lequel la maison est montrée en se concentrant sur les détails décoratifs ou sur les plantes et le feuillage environnant, en d’autres termes « la maison n’est pas représentée comme une œuvre architecturale stoïque », mais comme un foyer personnel, intime et convivial. Ainsi, ce court-métrage démontre l’attention particulière portée au « monde intérieur » (les meubles, les objets, les activités et occupations) au moment de la conception de l’espace. Les Eames se sont non seulement construit un lieu d’habitation et de travail sur-mesure, mais aussi un cadre s’adaptant à leurs créativités et capable d’exposer leurs personnalités. 
Le studio des Eames :
Parmi les vingt-cinq maisons construites dans le cadre de l'étude de cas, la maison Eames est considérée comme la plus réussie, tant en termes d'architecture que d'espace de vie confortable et fonctionnel. La sobriété du design en a fait une toile de fond privilégiée pour les séances de photos de mode des années 1950 et 1960 pour des publications telles que Vogue. La preuve de son succès dans la réalisation de son programme est peut-être le fait qu'il est resté au centre de la vie et du travail des Eameses depuis leur emménagement (la veille de Noël 1949) jusqu'à leur mort.

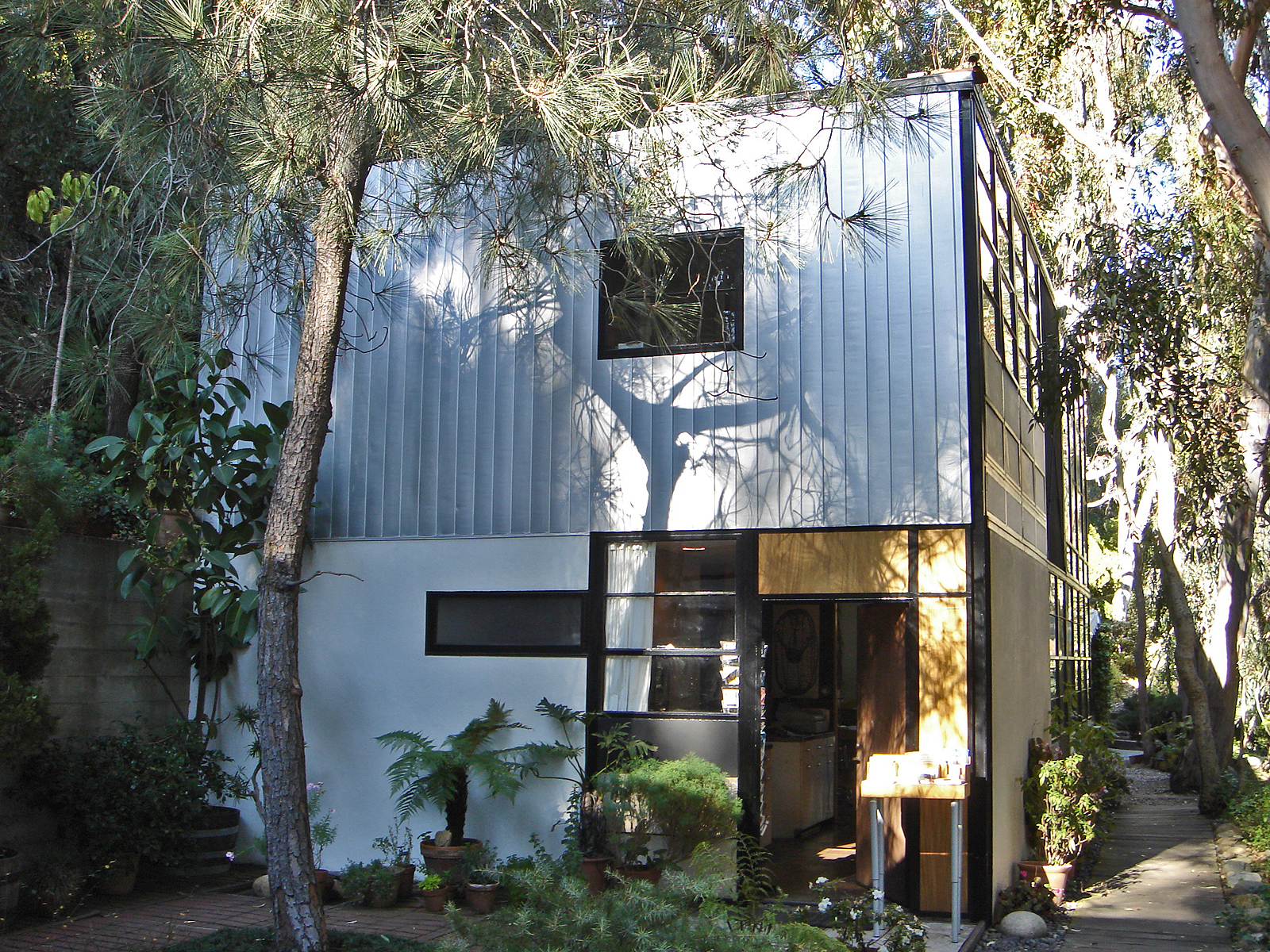
Eames Studio

La maison Eames est un exemple architectural de premier plan, avec l'influence du mouvement De Stijl en dehors de l'Europe. Les murs coulissants et les fenêtres lui confèrent la polyvalence et l'ouverture caractéristiques du mouvement De Stijl.
Après la mort des Eames, la maison est restée pratiquement inchangée.

### La fondation Eames
La maison Eames est gérée par The Eames Foundation, une fondation à but non lucratif créée en 2004 par Lucia Eames, la fille de Charles Eames depuis son premier mariage[1]. Les sociétés qui parrainent la Fondation Eames sont le Bureau Eames, Herman Miller et Vitra. Le 20 septembre 2006, la maison de Eames a été désignée comme monument historique national (et inscrite administrativement au Registre national des lieux historiques). En 2011, le contenu du salon a été réassemblé au Los Angeles County Museum of Art comme pièce maîtresse de l'exposition "California Design, 1930-1965" : Living in a Modern Way" .
Toujours en 2011, la Fondation Eames a engagé le cabinet d'architectes Escher GuneWardena de Los Angeles pour élaborer un plan de la maison, qui permettrait de restaurer et de préserver la maison telle qu'elle était en 1988. En 2012, le Getty Conservation Institute a promis environ 250 000 dollars pour des travaux de recherche liés à la préservation de la maison Eames. En 2013, la Fondation Eames s'est associée à l'agence de marketing numérique Nebo pour produire des tirages en édition limitée destinés à la vente aux enchères, avec l'objectif de collecter 150 000 dollars ; chaque don sera doublé par un fonds d'authenticité créé par les fabricants de meubles modernes Herman Miller et Vitra.
Lucia Eames est décédée en 2014, laissant ses cinq enfants au conseil d'administration de la Fondation Eames. Ensemble, avec l'aide du personnel et des guides, ils supervisent la propriété, la conservation et les services aux visiteurs des deux structures, l'aménagement paysager et les biens de Charles et Ray. Le projet de 250 ans de la Fondation Eames espère conserver et prendre soin de la maison pendant 250 ans à l'avenir.
La maison Eames est ouverte au public cinq jours par semaine pour des réservations, qui comprennent des visites autoguidées à l'extérieur, des visites privées à l'intérieur, des pique-niques, des événements, et plus encore.